# 金世雅
金世雅（韓語：김세아，1974年5月18日—），韓國女演員。丈夫為大提琴演奏家金奎植。

## 演出作品

### 電視劇
- 2001年：KBS《明成皇后》
- 2002年：KBS《Loving You》
- 2003年：MBC《可愛的女人》
- 2004年：SBS《玻璃畫》飾 蔡允瑞
- 2006年：KBS《漢城1945》
- 2009年：KBS《薔花紅蓮》飾 尹薔花
- 2015年：KBS《Who Are You－學校2015》飾 詩真的母親
- 2016年：MBC《Monster》

### 電影
- 2003年：《Show Show Show》